# Motociklistična Velika nagrada Katarja
Motociklistična Velika nagrada Katarja je motociklistična dirka svetovnega prvenstva od sezone 2004.

## Zmagovalci
| Sezona | Dirkališče | 125 cm3/Moto3     | 250 cm3/Moto2       | MotoGP                      | Poročilo |
| ------ | ---------- | ----------------- | ------------------- | --------------------------- | -------- |
| 2022   | Losail     | Andrea Migno      | Celestino Vietti    | Enea Bastianini             | Poročilo |
| 2021   | Losail     | Jaume Masià       | Sam Lowes           | Maverick Viñales            | Poročilo |
| 2020   | Losail     | Albert Arenas     | Tecuta Nagašima     | odpoved zaradi P. kor. bol. | Poročilo |
| 2019   | Losail     | Kaito Toba        | Lorenzo Baldassarri | Andrea Dovizioso            | Poročilo |
| 2018   | Losail     | Jorge Martín      | Francesco Bagnaia   | Andrea Dovizioso            | Poročilo |
| 2017   | Losail     | Joan Mir          | Franco Morbidelli   | Maverick Viñales            | Poročilo |
| 2016   | Losail     | Niccolò Antonelli | Thomas Lüthi        | Jorge Lorenzo               | Poročilo |
| 2015   | Losail     | Alexis Masbou     | Jonas Folger        | Valentino Rossi             | Poročilo |
| 2014   | Losail     | Jack Miller       | Esteve Rabat        | Marc Márquez                | Poročilo |
| 2013   | Losail     | Luis Salom        | Pol Espargaró       | Jorge Lorenzo               | Poročilo |
| 2012   | Losail     | Maverick Viñales  | Marc Marquez        | Jorge Lorenzo               | Poročilo |
| 2011   | Losail     | Nicolás Terol     | Stefan Bradl        | Casey Stoner                | Poročilo |
| 2010   | Losail     | Nicolás Terol     | Šoja Tomizava       | Valentino Rossi             | Poročilo |
| 2009   | Losail     | Andrea Iannone    | Héctor Barberá      | Casey Stoner                | Poročilo |
| 2008   | Losail     | Sergio Gadea      | Mattia Pasini       | Casey Stoner                | Poročilo |
| 2007   | Losail     | Héctor Faubel     | Jorge Lorenzo       | Casey Stoner                | Poročilo |
| 2006   | Losail     | Alvaro Bautista   | Jorge Lorenzo       | Valentino Rossi             | Poročilo |
| 2005   | Losail     | Gabor Talmacsi    | Casey Stoner        | Valentino Rossi             | Poročilo |
| 2004   | Losail     | Jorge Lorenzo     | Sebastian Porto     | Sete Gibernau               | Poročilo |